# Sheykhīān (ort i Iran)
Sheykhīān (persiska: شِيخيان سُلُنجی, كوری, شِيخيان, Sheykhīān Solonjī) är en ort i Iran.   Den ligger i provinsen Bushehr, i den södra delen av landet, 800 km söder om huvudstaden Teheran. Sheykhīān ligger 20 meter över havet och antalet invånare är 178.
Terrängen runt Sheykhīān är platt åt nordost, men åt sydväst är den kuperad. Runt Sheykhīān är det glesbefolkat, med 17 invånare per kvadratkilometer. Närmaste större samhälle är Kākī, 10,6 km nordost om Sheykhīān. Trakten runt Sheykhīān är ofruktbar med lite eller ingen växtlighet.